# Tepechicotlán
Tepechicotlán es una localidad que forma parte del municipio de Chilpancingo de los Bravo, en el estado de Guerrero, México. Está situada a tan solo 15 kilómetros al sureste de la capital estatal, en un valle fértil dividido por el río Huacapa, el cual también atraviesa la ciudad de Chilpancingo y nace en Omiltemi, al noreste de la capital.
Este pequeño poblado, rodeado de colinas y vastas tierras agrícolas, se distingue por su historia agroindustrial, su riqueza cultural y natural, y su valor patrimonial, siendo la ex Hacienda de San Cayetano uno de sus ejes históricos más significativos.
El nombre Tepechicotlán proviene de los términos en náhuatl: tepetl, cerro; xicotl, jicote; tlan, lugar de abundancia. Su significado es «Cerro donde abundan los jicotes» o «Lugar donde abundan los jicotes de monte».

## Historia
Hacienda de San Cayetano
Durante la época colonial, Tepechicotlán se consolidó como un sitio de contribución al virreinato gracias a la producción de caña de azúcar. En sus primeras etapas, se cultivaba la caña para producir panela, panocha o chancaca, productos dulces que continuaron fabricándose durante el periodo independiente. 
A lo largo de los siglos, la hacienda pasó por diversos propietarios, ya fuera por herencia o compraventa, y no fue hasta principios del siglo XX cuando alcanzó uno de sus mayores momentos de auge bajo la dirección de Don Ignacio Calvo Leyva. Tras su muerte en 1911, sus hijos Timoteo Calvo Salazar y Cornelio tomaron el mando con el consentimiento de su madre, Esther Salazar, viuda de Calvo. Poco después, Timoteo quedó como único encargado de la hacienda.
Modernización y diversificación productiva
Timoteo Calvo Salazar, ingeniero de formación y con experiencia laboral en la mina "La Dicha", trabajó bajo dirección técnica inglesa y aplicó ese conocimiento a la modernización de la hacienda. Con la posible asesoría de su primo, el ingeniero Agustín Aragón y León, introdujo equipos más eficientes e impulsó una diversificación productiva.
Durante la segunda década del siglo XX, la hacienda se transformó en una de las agroindustrias más florecientes de la región, produciendo: panela, azúcar, alcohol de 96º, melado, dulces artesanales como panochitas de limón, batidillos y otros derivados de la caña.
También se cultivaban frutas y café en sus huertas, haciendo de San Cayetano un modelo de productividad regional.

## Paisajes, flora y fauna
Tepechicotlán está rodeado por valles fértiles y colinas boscosas, donde atraviesa el cauce del Río Huacapa . Su vegetación natural es típica de la región intermedia entre el bosque tropical caducifolio y las zonas semiáridas, con especies como:
●   Guamúchil,  ceiba,  tamarindo,  parotas,  palmas silvestres.
La fauna silvestre incluye:
●   Armadillos,  zorrillos,  venados,  aves como chachalacas y pericos.
El paisaje es ideal para caminatas, senderismo, avistamiento de aves, rutas ecológicas y agroturismo.

## Tradiciones y festividades
Virgen de Guadalupe
La devoción a la Virgen de Guadalupe es central en Tepechicotlán: su fiesta inicia el 11 de diciembre con fuegos pirotécnicos; el 12 celebran con “Las mañanitas” acompañadas por banda de chile frito, danzas de “Los Pescados” y “Los Doce Pares de Francia”, niñas ataviadas de acatecas, y niños como Juan Diego. Al mediodía, misa solemne y, por la noche, más fuegos artificiales.

## La Patrona del pueblo

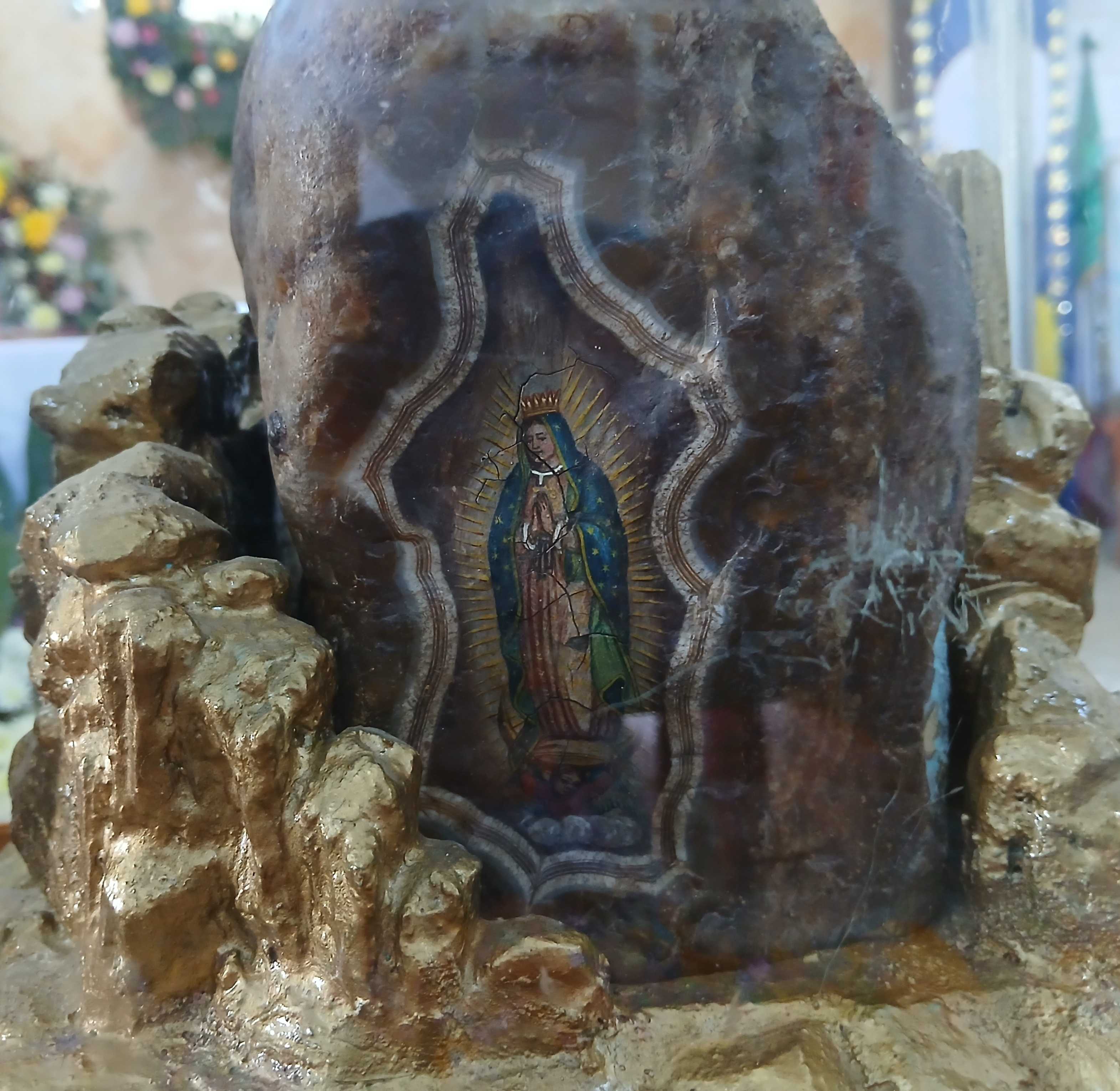
Imagen venerada de la Virgen de Guadalupe sobre una piedra, en el templo de Tepechicotlán, Guerrero, México.

En la localidad de Tepechicotlán se encuentra una roca con la imagen de la Virgen de Guadalupe estampada en su centro. Según testimonios escritos por los habitantes, Emigdio de la Cruz Vazquez y Nestor de la Cruz Vazquez siendo ellos unos niños de entre 6 o 7 años de edad, sus padres los mandaron a traer leña por el rumbo de La Cañada en Tepechicotlán a margenes del Río Huacapa; fue así como encontraron una piedra que les llamó la atención por su peculiar forma y su estampado en la parte central. De regreso a casa, le mostraron la piedra a sus padres y les causó admiración, así que fue colocada en un altar de carrizo junto a otras imagenes. Pasado algún tiempo se acercaba el mes de diciembre, se oían repiques de campanas, por lo cual incentivó la curiosidad puesto que no había una ninguna capilla cerca en esa época. A partir de ello se le prestó más atención y fue que empezaron a rendirle respeto y devoción a la piedra. Recientemente expertos han analizado la superficie de la piedra y han identificado que la imagen es a partir de una erosión natural, sin algún rastro de pintura o intervención humana. Actualmente cada 10 de noviembre se lleva a cabo el tradicional anuncio a su fiesta, la cual empieza en diciembre. La piedra quedó marcada por un milagro atribuido a la Virgen de Guadalupe, fortaleciendo la fé local y agregando otro elemento místico a su historia religiosa.
En el contexto nacional, pocas comunidades cuentan con una manifestación considerada milagrosa directamente sobre un elemento pétreo y preservada en su estado original. En Guerrero, no se tiene registro de otro caso similar, lo que hace de esta piedra:
- Un patrimonio religioso único del estado.
- Una posible insignia para promover el turismo cultural y religioso en la región.
- Un elemento de identidad capaz de proyectar a Tepechicotlán al mapa turístico nacional.

La Piedra con la Virgen de Guadalupe no solo representa una manifestación de fe, sino también un puente entre el pasado y el futuro de la comunidad: un legado espiritual que, bien preservado, puede convertirse en motor de desarrollo cultural y económico para Tepechicotlán y sus habitantes.

## Campo y vida rural
El campo en Tepechicotlán ha sido históricamente el motor económico de la comunidad. Se cultivan y cultivaban productos como:
●   Maíz, frijol, caña de azúcar, frutas cítricas, café
El estilo de vida es predominantemente agrícola y familiar, con saberes tradicionales que se han transmitido de generación en generación.

## Proyección turística a futuro
Inspirándose en un modelo similar a Taxco para mejorar su infraestructura, la comunidad ha comenzado a visualizar su reconversión hacia un pueblo con vocación turística, promovido por la comisaría local y líderes comunitarios que han buscado recuperar y proyectar su riqueza histórica, natural y cultural en colaboración con el gobierno e instancias correspondientes. Se han propuesto ideas para impulsar:
●  Senderismo y ecoturismo: Senderos circulares  por La Barranca y miradores naturales guiados por organizaciones turísticas. 
●  Ruta cultural-histórica: Señalización y recorridos de zonas patrimoniales, la virgen en la piedra, historias orales, interpretación arquitectónica.
●  Museo comunitario: Exhibición de objetos locales, fotografías antiguas, historias de la hacienda y testimonios de los habitantes, siguiendo metodologías del INAH en museos comunitarios.
●  Feria de tradiciones: En diciembre o durante otras festividades, exhibición de cocina tradicional, artesanías y danzas propias de Tepechicotlán.
●  Agroecoturismo: Visitas al campo, demostración de cultivos tradicionales, interacción directa con agricultores.
Este impulso nace del deseo de recuperar el valor patrimonial de Tepechicotlán, promover la economía local y frenar la migración de jóvenes.
Otro aspecto a destacar es el proyecto fallido de agave azul, una idea que destacaría la región y a Guerrero. Anteriormente se había planteado la creación de una Ruta del Mezcal Tepeco, acompañada de una siembra extensiva de agave azul, con colaboración de empresarios y gobierno. Sin embargo, este proyecto fue rechazado por los habitantes.

## Una joya oculta del estado de Guerrero
En conclusión, Tepechicotlán tiene todos los elementos para florecer como un destino auténtico: patrimonio arquitectónico y documental, tradiciones religiosas arraigadas, paisajes naturales y un contexto rural que aún vive a pesar de un abandono por parte del gobierno. Con un enfoque del gobierno y un proyecto cuidadoso, participativo y respetuoso, la ex-hacienda de San Cayetano puede recuperarse como epicentro de identidad y, a la vez, Tepechicotlán en un atractivo cultural y turístico genuino que conecte pasado y futuro en Guerrero.

## Demografía
| Gráfica de evolución demográfica |
|                                  |

| Censo | Población |
| ----- | --------- |
| 1900  | 264       |
| 1910  | 175       |
| 1921  | 269       |
| 1930  | 328       |
| 1940  | 410       |
| 1950  | 415       |
| 1960  | 499       |
| 1970  | 592       |
| 1980  | 927       |
| 1990  | 985       |
| 2000  | 1 171     |
| 2010  | 1 480     |
| 2020  | 1 469     |